# Marienhof (Flensburg)

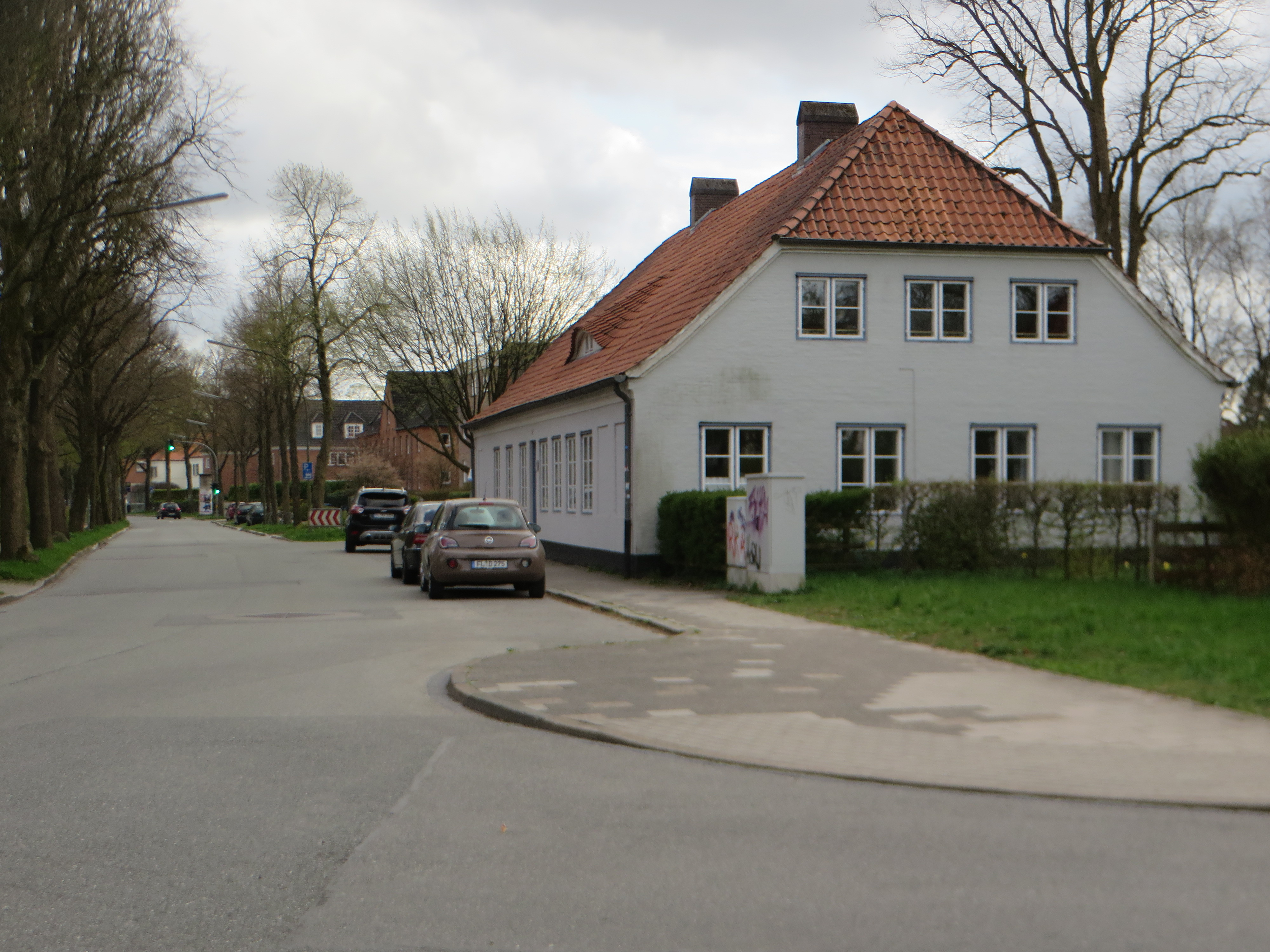
Marienhof, Nerongsallee 22 (2018)

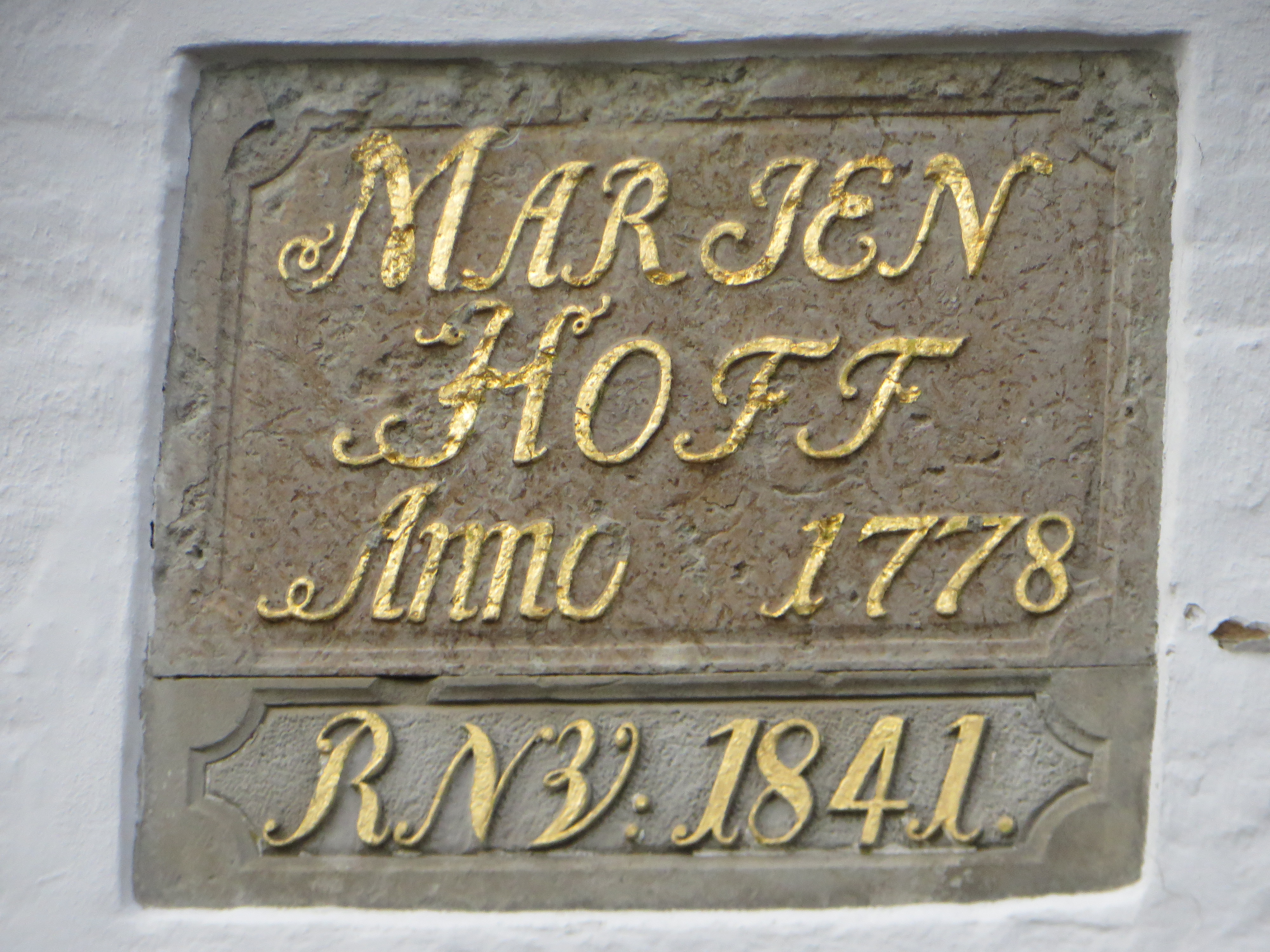
Tafel am erhaltenen Hofgebäude mit dem Errichtungsdatum 1778

Marienhof in Flensburg ist ein Wohnplatz im Stadtteil Westliche Höhe bei St. Gertrud, der als landwirtschaftlicher Betrieb entstand. Von der Hofanlage blieb das denkmalgeschützte Wohnhaus in der Nerongsallee 22 zurück.

## Geschichte
Das dortige Gebiet lag im 18. Jahrhundert im sogenannten Marienfeld des Kirchspiels St. Marien. 1777 erhielt der Kommerzienrat Peter Hallensen (1715–1796) ausnahmsweise, entgegen einem bestehenden Bauverbot hinsichtlich des Stadtfeldes, die Erlaubnis dort einen landwirtschaftlichen Betrieb anzulegen. Hallensen, teilweise auch Hollensen genannt, errichtete zur Bewirtschaftung der Fläche 1778 einen Vierseithof, eine vierseitige, geschlossene Hofanlage. Der Marienhof war über lange Zeit der einzige richtige Bauernhof auf dem Stadtfeld.
Zum Hof gehörte ein ausgedehnter Garten, der von den nachfolgenden Besitzern ausgebaut wurde. Es entstand ein Landschaftspark der sich von der Ecke Nerongsallee/Marienhölzungsweg bis zum Sportplatz Schützenhof (Lage) ausdehnte. Durch den Landschaftspark zog sich bis zur ersten Hälfte des 19. Jahrhunderts ein Feldweg, der später in Teilen zu einer Straße ausgebaut wurde. Diese Straße erhielt zum Ende des 19. Jahrhunderts den Namen Wrangelstraße. Die parkähnliche Anlage, im Stil eines englischen Gartens, besaß eine alleeartige Baumbepflanzung, mehrere Wasserläufe und Fischteiche, einen Hügel sowie ein Lusthäuschen.
Bekanntester Nachfolgebesitzer des Marienhofes war Gottfried Johan Nerong (* 1765 in Sønderborg; † 1838 in Flensburg), der als Kaufmann, Hospitalvorsteher, Stadtverordneter sowie königlich dänischer Agent und Senator tätig war. Nerong nutzte den Hof als Landsitz. Nach Nerong wurde die am Hof vorbeiführende Nerongsallee benannt. Eine Renovierung des Hofgebäudes fand unter anderem im Jahr 1841 statt.
Um 1900 setzte eine rege Bautätigkeit in der Gegend ein. Auf einer Karte aus den 1920er Jahren wurde Marienhof noch als eine zum Großteil unbebaute Fläche ausgewiesen. Noch in den 1920er Jahren entstand im Westen des ursprünglich landwirtschaftlichen Gebietes, die geschlossene Wohnsiedlung Marienhof (Lage). Die besagte Anlage zeigt leichte Ähnlichkeit zum Parkhof im Stadtteil Mürwik. Ist aber im Gegensatz zu diesem schlichter gehalten. In den Mehrfamilienhäusern und Reihenhäusern der Wohnsiedlung Marienhof wurden hauptsächlich Bedienstete des Flensburger Finanzamtes untergebracht. Am 14. Oktober 1924 erhielt die Straße der Wohnsiedlung offiziell den Namen „Marienhof“. Im Jahr 2019 wurde die besagte Wohnanlage ebenfalls unter Denkmalschutz gestellt.
Es folgte eine Bebauung restlicher Wiesen mit Einfamilienhäusern. Auf einer Karte von 1936 wurde das Gebiet weitgehend als bebaut ausgewiesen. In den 1950er Jahren errichtete die St.-Marien-Gemeinde an der Straßenecke Hermann-Löns-Weg/Marienhölzungsweg Nr. 51 das Kirchengebäude St. Gertrud, das dem gleichnamigen Stadtbezirk, in dem auch Marienhof liegt, seinen Namen gab.
Bei dem von der Hofanlage erhaltenen Wohnhaus (Lage), handelt es sich um ein breitgelagertes, eingeschossiges Traufhaus mit Krüppelwalmdach sowie Fledermausgaube. Das schlichte Gebäude wurde später in mehrere Wohnungen aufgeteilt. Der Eingang befindet sich auf der Hofseite. Auf der Seite zur Nerongsallee wurden die Fensteröffnungen teilweise zugemauert. An der südlichen Giebelseite befindet sich eine Sandsteintafel mit dem Errichtungsjahr.